# NGC 2278
NGC 2278 је двојна звезда у сазвежђу Близанци која се налази на NGC листи објеката дубоког неба.
Деклинација објекта је + 33° 23' 43" а ректасцензија 6h 48m 16,3s. Привидна величина (магнитуда) објекта NGC 2278 износи 13,4.